# La Lajita (Colombia)
La Lajita es una de las 10 veredas que conforman la zona rural de la ciudad colombiana de Tunja.

## Geografía
Es una zona natural. Antiguamente hacía parte del corregimiento de Puente de Boyacá. Algunos de sus monumentos se encuentran en su territorio. Limita por el norte con la vereda de Barón Germania, por el oriente con Barón Gallero, occidente con la vereda de La Hoya y por el sur con el municipio de Ventaquemada.

## Demografía
Predomina la población femenina (55%) de 250 habitantes, el 70% de los mismos cuenta con educación primaria y el 30% tiene educación secundaria. Así mismo de la población, el 57% es migrante que se desplazó con sus familias, provenientes en un 29% del Puente de Boyacá, 14% de Tierra Negra y el 14% de la vereda La Hoya. El 43% de la población es nativa de esta vereda.
En este proceso, el 100% de los migrantes compraron finca, el promedio de años que esta población lleva viviendo en esta vereda es de 27, es por ello que la totalidad de la población son propietarios de los terrenos que ocupan.
La vereda cuenta en un 100% con los servicios de energía y acueducto veredal, pero no con los servicios de alcantarillado y de telefonía, para lo cual disponen de cobertura en telefonía celular. La totalidad de las viviendas están destinadas al uso residencial,y un 29% con el funcionamiento de pequeñas tiendas.

## Educación
Posee una escuela rural, que al parecer cuenta con un solo profesor y 20 alumnos (2003).